# Maàt
Maat eller Maàt var en egyptisk gudinde. Hun var personifikationen af Maat – et princip om orden, balance, struktur, retfærdighed og etiske værdier, som egyptiske konger lå under for.
Hun er den gudinde som står for hjertevejningen i dødsriget. Hendes attribut er en hvid strudsefjer. Hun er hustru til Thot, og datter af Ra.
Gudinden Maat associeredes med solguden Ra og blev afbildet som menneske med en fjer på hovedet.
Der findes også en "Maat's lov".[kilde mangler]
- Wikimedia Commons har flere filer relateret til Maàt

| Mytologi | Spire Denne artikel om mytologi er en spire som bør udbygges. Du er velkommen til at hjælpe Wikipedia ved at udvide den. |